# مظفر نوری
مظفر نوری (انگلیسی: Mudhafar Nouri; ۱ ژوئیهٔ ۱۹۴۸ – ۴ ژوئیهٔ ۲۰۰۷) بازیکن فوتبال اهل عراق بود.
وی همچنین در تیم ملی فوتبال عراق بازی کرده‌است.